# Laila Robins
Laila Robins (* 14. März 1959 in Saint Paul, Minnesota) ist eine US-amerikanische Schauspielerin.

## Leben und Leistungen
Robins debütierte an der Seite von Kevin Anderson im Film A Walk on the Moon aus dem Jahr 1987. Im Filmdrama Von Bullen aufs Kreuz gelegt (1989) spielte sie neben Tom Selleck und F. Murray Abraham eine größere Rolle. In der Komödie Ein Mädchen namens Dinky (1990) spielte sie die Rolle der Schulpsychologin Elizabeth Zaks, die sich mit der Schülerin Dinky Bossetti (Winona Ryder) anfreundet.
Im Thriller Bitterer Triumph (1992) war Robins an der Seite von Beverly D’Angelo und Ned Beatty zu sehen. Im Thriller Oxygen (1999) übernahm sie eine größere Rolle an der Seite von Adrien Brody. In einzelnen Folgen der Fernsehserie Die Sopranos aus den Jahren 1999 und 2001 spielte sie die Rolle von Livia Soprano in ihren jungen Jahren.
Robins trat in zahlreichen Theaterstücken auf. Für die Darstellung von Portia im Stück The Merchant of Venice gewann sie im Jahr 1995 den Joe A. Callaway Award. Für die Rolle im Stück Mrs. Klein wurde sie 1997 für den Helen Hayes Award nominiert. Für die Rolle in Frozen wurde sie 2004 für den Lucille Lortel Award nominiert.
Robins heiratete den Schauspieler Robert Cuccioli.

## Filmografie (Auswahl)
- 1987: A Walk on the Moon
- 1987: Ein Ticket für Zwei (Planes, Trains & Automobiles)
- 1989: Von Bullen aufs Kreuz gelegt (An Innocent Man)
- 1990: Chicago Soul (Gabriel’s Fire, Fernsehserie)
- 1990: Ein Mädchen namens Dinky (Welcome Home, Roxy Carmichael)
- 1992: Bitterer Triumph (Trial: The Price of Passion)
- 1995: Live Nude Girls
- 1996: Female Perversions
- 1997: The Blood Oranges
- 1999: Oxygen
- 1999: Ein wahres Verbrechen (True Crime)
- 1999: Law & Order: Special Victims Unit (Fernsehserie, 1 Episode)
- 1999–2001: Die Sopranos (The Sopranos, Fernsehserie, 2 Episoden)
- 2000: Drop Back Ten
- 2002: Searching for Paradise
- 2003: Happy End (Nowhere to Go But Up)
- 2004: Jailbait
- 2006: Dinge, die von Bäumen hängen (Things That Hang from Trees)
- 2006: Slippery Slope
- 2009–2010: Bored to Death (Fernsehserie, 4 Episoden)
- 2013: Concussion – Leichte Erschütterung (Concussion)
- 2014: Homeland (Fernsehserie, 10 Episoden)
- 2015: Murder in the First (Fernsehserie, 10 Episoden)
- 2015: Eye in the Sky
- 2016–2017: Quantico (Fernsehserie, 2 Episoden)
- 2018: Deception – Magie des Verbrechens (Deception, Fernsehserie, 13 Episoden)
- 2019: The Handmaid’s Tale – Der Report der Magd (The Handmaid‘s Tale, Fernsehserie, Episode 3x03)
- 2019: Spion aus Berufung (Liberté: A Call to Spy)
- 2019–2021: The Blacklist (Fernsehserie, 16 Episoden)
- 2019: Bull (Fernsehserie, Episode 3x20)
- 2019–2024: The Boys (Fernsehserie, 13 Episoden)
- 2021: Dr. Death (Miniserie, 5 Episoden)
- 2021: The Equalizer – Schutzengel in New York (The Equalizer, Fernsehserie, 1 Episode)
- 2022: The Walking Dead (Fernsehserie, 10 Episoden)
- 2023: Accused (Fernsehserie, Episode 1x15)
- 2023: So Help Me Todd (Fernsehserie, 2 Episoden)
- 2023: The Crowded Room (Fernsehserie, 3 Episoden)
- 2023: Generation V (Gen V, Fernsehserie, Episode 1x07)
- 2023: American Horror Stories (Fernsehserie, Episode 3x04)